# Campile
Campile (in corso Campile) è un comune francese di 189 abitanti situato nel dipartimento dell'Alta Corsica nella regione della Corsica.

## Società

### Evoluzione demografica
Abitanti censiti